# Onthophagus quadripustulatus
Onthophagus quadripustulatus är en skalbaggsart som beskrevs av Fabricius 1775. Onthophagus quadripustulatus ingår i släktet Onthophagus och familjen bladhorningar. Inga underarter finns listade i Catalogue of Life.